# Wielkie sny
Wielkie Sny – debiutancki album solowy polskiego rapera Sitka. Płyta miała premierę 2 grudnia 2016 roku nakładem własnym w dystrybucji J&P. Album został udostępniony do zamówienia 21 października 2016 roku na stronie Hustla Music, a od 2 grudnia został udostępniony do ogólnopolskiej sprzedaży.
Płyta Wielkie Sny otrzymała generalnie pozytywne opinie krytyków i została dobrze przyjęta przez słuchaczy, debiutując na 5. miejscu Polskiej listy przebojów – OLiS i utrzymując się na niej przez 9 tygodni.
Wielkie Sny rozeszły się w Polsce w ponad 40 000 kopii (w tym 15 tysięcy sprzedaży fizycznej oraz 25 tys. ze streamingu) i uzyskały status platynowej płyty.
Materiał promowany był ośmioma singlami – „Pomóż mi wstać”, „Trudny charakter”, „Chodź ze mną”, „Chcę tylko moich ludzi”, „Chcemy być wyżej”, „Moja Natura”, „Im więcej” oraz „Hephaistos”. Sitek promował utwory w trasie koncertowej pt. Wielkie Sny Tour na przestrzeni 2017 roku.

## Tło
Pierwsza zapowiedź albumu pojawiła się 28 sierpnia 2011 roku wraz z debiutancką piosenką rapera pt. „Ból” z gościnnym udziałem Ero, wydanym w wytwórni Lucky Dice Music. 30 listopada 2012 roku ta sama wytwórnia poinformowała, że debiutancki album rapera ukaże się w 2013 roku. 21 lutego 2014 roku ukazał się drugi singiel Sitka pt. „Pomóż mi wstać” wraz z teledyskiem również w wytwórni Lucky Dice Music, w którym możemy usłyszeć jak raper Sokół chwali artystę. Utwór został mieszanie przyjęty przez środowisko, część chwaliła artystę, w tym raper Kajman, a inni zarzucali, że brzmi podobnie do VNM, negatywnie o utworze wypowiedział się również raper Szad. 30 grudnia 2014 wyszedł trzeci singiel promujący płytę artysty pt. „Trudny charakter”, jednocześnie miał się znajdować na składance Lucky Dice Radio vol.1 ale ostatecznie się tam nie ukazał z niewyjaśnionych powodów. Jest to ostatni singiel, który ukazał się nakładam wytwórni Lucky Dice Music. 20 marca 2015 wytwórnia Lucky Dice Music, ogłosiła koniec działalności z powodów niewyjaśnionych, tym samym zostawiając rapera bez wydanej płyty. Sitek ogłosił, że nic go już nie łączy z wytwórnią, zapowiadając następny singiel we własnym wydaniu. 3 października 2015 raper wydaje czwarty singiel promujący płytę, pt. „Chodź ze mną” we własnym nakładzie.
12 stycznia 2016 roku wyszedł singiel, pt. „Chcę tylko moich ludzi” wraz z nim raper ogłosił, że jego płyta pt. Wielkie Sny premierę będzie miała 2016 roku. Raper pobił rekord Abradaba, „Ból”, jako pierwszy singiel promujący płytę, wyszedł 2011, tym samym Wielkie sny to najdłużej zapowiadany album w polskim rapie. 5 września 2016 roku ukazał się singiel, pt. „Chcemy być wyżej” z teledyskiem nagranym w Nicei i Monako. Singiel okazał się wielkim hitem komercyjnym sprzedając się w liczbie 80 000, zdobywając status czterokrotnej platyny. W październiku 2016 roku raper ujawnił, że premiera odbędzie się 2 grudnia 2016 roku. 3 listopada 2016 roku wyszedł singiel promujący płytę pt. „Moja Natura” wraz z Tede. Tego samego dnia ruszyła przedsprzedaż płyty, została ujawniona okładka edycji limitowanej oraz tracklista, na której nie pojawił się pierwszy singiel „Ból”. W ramach promocji raper wydał też limitowaną serie odzieży wzorowanych na motywach płyty. 23 listopada 2016 roku ukazał się kolejny singiel promujący płytę, pt. „Im więcej” z gościnnym udziałem Paluch i Białas. 28 listopada 2016 roku ukazał się ostatni singiel promujący płytę pt. „Hephaistos”, w tej wersji bez gościnnej zwrotki Potery. Następnie raper ruszył w dwuletnią trasę koncertową nazwaną Wielkie Sny Tour, odwiedzając m.in. Szczecin, Wrocław czy Furth, gdzie zaprezentował nagrania pochodzące z albumu.

## Nagrywanie i produkcja
Numery na album nagrywane były w latach 2011–2016 we Wrocławiu w Dobre Ucho Studio. Gościnnie w nagraniach wzięli udział: Tede, Białas, Paluch, ReTo, Sztoss, Potera i JNR. Za produkcje nagrań na albumie odpowiedzialny przede wszystkim jest JNR, oprócz niego udzielili się tacy producenci jak SoDrumatic, L-Pro, Deemz, Henson, Essex, Gedz, Sergiusz, Enzu, Jorguś Killer i Bejotka. Natomiast za mix i mastering na płycie odpowiedzialny jest Grrraczu. Producent wykonawczy płyty to Piotr „PJ” Jędrzejczuk. Za produkcje singla „Ból”, który nie pojawił się na albumie odpowiedzialny natomiast jest Buszu.

## Nagrody i wyróżnienia
| Rok  | Nagroda                   | Kategoria                        | Wynik     |
| ---- | ------------------------- | -------------------------------- | --------- |
| 2017 | GlamRap                   | Debiut roku 2016                 | Wygrana   |
| 2017 | Plebiscyt WuDoo & Hip-Hop | Singiel roku 2016 („Hephaistos”) | Nominacja |

## Przyjęcie

### Krytyczny
Album otrzymał generalnie pozytywne opinie. Krytyk muzyczny Marcin Flint z redakcji Interia.pl dał albumowi ocenę 7/10, pisząc: „Dostajemy produkt do fury, na melanż, rzecz nieadekwatną do czasu, który jej poświęcono. Ale i tak spełniającą swoją funkcję”. Natomiast portal GlamRap.pl przyznał płycie 8,5/10 gwiazdki nazywając ją przyjemną do słuchania, lecz też prostą. Rapnews.eu wypowiedział się pozytywnie na temat płyty, pisząc, że Sitek spełnił postawione przed nim zadanie. Portal Noisey.com również wypowiedział się przychylnie na temat albumu, mówiąc, że raper dał z siebie to co najlepsze.

### Komercyjny
Płyta Wielkie Sny zadebiutowała na 5. miejscu Polskiej listy przebojów – OLiS, spadając na 28. miejsce w drugim tygodniu. Łącznie płyta spędziła 9 tygodni na liście OLiS. Przez 9 tygodni album sprzedał się w nakładzie ponad 40 000 kopii uzyskując status platynowej płyty. Single na albumie takie jak „Pomóż mi wstać” oraz „Chodź ze mną” sprzedały się w nakładzie ponad 20 000 kopii osiągając status platynowy. Singiel „Chcemy być wyżej” rozszedł się w nakładzie ponad 80 000 kopii tym samym osiągnął status czterokrotnej platyny w Polsce. Singiel „Chodź ze mną”  zadebiutował na liście Gorącej 20 Radia Eska. Singiel „Moja Natura” z gościnną zwrotką Tedego dotarł do 1. miejsca na kanale Hip-Hop.tv stacji Eska TV. Płyta otrzymała ponadto nominację do Polskiej Rap Płyty Roku 2016 w plebiscycie audycji Polskiego Radia Szczecin – WuDoo oraz branżowego portalu Hip-hop.pl, zaś singiel „Hephaistos” otrzymał nominacje do Polskiego Singla Roku 2016 w tym samym  plebiscycie. Album był umieszczany na listach „Najbardziej oczekiwanych albumów 2016 roku” według serwisów Codziennej Gazety Muzycznej – CGM i Glamrap.pl.

## Lista utworów
Opracowano na podstawie materiału źródłowego oraz książeczki dodanej do płyty.
| Nr  | Tytuł utworu                             | Tekst                                        | Producent     | Długość |
| --- | ---------------------------------------- | -------------------------------------------- | ------------- | ------- |
| 1.  | „Trudny charakter”                       | Adrian Kryński                               | JNR · Bejotka | 3:42    |
| 2.  | „Hephaistos (gościnnie Potera)”          | A. Kryński · Potera                          | Gedz          | 5:36    |
| 3.  | „Chodź ze mną”                           | A. Kryński · Magda Dzięgiel                  | Jorguś Killer | 3:17    |
| 4.  | „Chcę tylko moich ludzi”                 | A. Kryński                                   | JNR           | 4:01    |
| 5.  | „Moja Natura (gościnnie Tede)”           | A. Kryński · Jacek Graniecki                 | Deemz         | 3:29    |
| 6.  | „Chcemy być wyżej”                       | A. Kryński                                   | JNR · Enzu    | 3:19    |
| 7.  | „Nigdy nie jest za późno”                | A. Kryński                                   | SoDrumatic    | 2:56    |
| 8.  | „Wypalam (gościnnie Sztoss)”             | A. Kryński · Wojtek Słota                    | Essex         | 2:47    |
| 9.  | „Im więcej (gościnnie Białas, Paluch)”   | A. Kryński · Mateusz Karaś · Łukasz Paluszak | Sergiusz      | 3:30    |
| 10. | „One”                                    | A. Kryński                                   | Henson        | 3:48    |
| 11. | „Victoria (gościnnie ReTo)”              | A. Kryński · Igor Bugajczyk                  | Deemz         | 2:54    |
| 12. | „Pomóż mi wstać”                         | A. Kryński                                   | L-Pro         | 4:13    |
| 13. | „Podążaj za mną (gościnnie JNR, Potera)” | A. Kryński · Grzesiek Jnr · Potera           | JNR           | 3:19    |
|     |                                          |                                              |               | 46:51   |

| Edycja Limitowana | Edycja Limitowana                        | Edycja Limitowana                            | Edycja Limitowana | Edycja Limitowana |
| Nr                | Tytuł utworu                             | Tekst                                        | Producent         | Długość           |
| ----------------- | ---------------------------------------- | -------------------------------------------- | ----------------- | ----------------- |
| 1.                | „Trudny charakter”                       | Adrian Kryński                               | JNR · Bejotka     | 3:42              |
| 2.                | „Hephaistos (gościnnie Potera)”          | A. Kryński · Potera                          | Gedz              | 5:36              |
| 3.                | „Chodź ze mną”                           | A. Kryński · Magda Dzięgiel                  | Jorguś Killer     | 3:17              |
| 4.                | „Chcę tylko moich ludzi”                 | A. Kryński                                   | JNR               | 4:01              |
| 5.                | „Moja Natura (gościnnie Tede)”           | A. Kryński · Jacek Graniecki                 | Deemz             | 3:29              |
| 6.                | „Chcemy być wyżej”                       | A. Kryński                                   | JNR · Enzu        | 3:19              |
| 7.                | „Nigdy nie jest za późno”                | A. Kryński                                   | SoDrumatic        | 2:56              |
| 8.                | „Wypalam (gościnnie Sztoss)”             | A. Kryński · Wojtek Słota                    | Essex             | 2:47              |
| 9.                | „Im więcej (gościnnie Białas, Paluch)”   | A. Kryński · Mateusz Karaś · Łukasz Paluszak | Sergiusz          | 3:30              |
| 10.               | „One”                                    | A. Kryński                                   | Henson            | 3:48              |
| 11.               | „Victoria (gościnnie ReTo)”              | A. Kryński · Igor Bugajczyk                  | Deemz             | 2:54              |
| 12.               | „Pomóż mi wstać”                         | A. Kryński                                   | L-Pro             | 4:13              |
| 13.               | „Podążaj za mną (gościnnie JNR, Potera)” | A. Kryński · Grzesiek Jnr · Potera           | JNR               | 3:19              |
| 14.               | „Poznaj moją pannę”                      | A. Kryński                                   | SoDrumatic        | 4:02              |
|                   |                                          |                                              |                   | 50:53             |

## Twórcy
Opracowano na podstawie materiału źródłowego.
| - Mateusz „Grrracz” Wędrowski – inżynieria dźwięku, realizacja nagrań, miksowanie, mastering - Adrian „Sitek” Kryński – słowa, rap - Marcin Rosiński – design - Monika Pławucka – booking - Marcin Skibiński – inżynieria dźwięku - Rafał Trubisz – zdjęcia |  | - Jacek „Tede” Graniecki – gościnnie rap w utworze „Moja Natura” - Mateusz „Białas” Karaś – gościnnie rap w utworze „Im więcej” - Łukasz „Paluch” Paluszak – gościnnie rap w utworze „Im więcej” - Igor „ReTo” Bugajczyk – gościnnie rap w utworze „Victoria” - Wojtek „Sztoss” Słota – gościnnie śpiew w utworze „Wypalam” - Magda „Jazzy” Dzięgiel – gościnnie śpiew w utworze „Chodź ze mną” |

## Sprzedaż

### Pozycje w notowaniach OLiS
OLiS jest ogólnopolskim notowaniem, tworzonym przez agencję TNS Polska na podstawie sprzedaży albumów muzycznych na nośnikach fizycznych (nie uwzględnia zatem informacji o pobraniach w formacie digital download czy odtworzeniach w serwisach streamingowych).
| Tydzień | 1 | 2  | 3  | 4  | 5  | 6  | 7  | 8  | 9  |
| ------- | - | -- | -- | -- | -- | -- | -- | -- | -- |
| Pozycja | 5 | 28 | 33 | 30 | 27 | 23 | 42 | 50 | 50 |

| Rok  | Pozycja |
| ---- | ------- |
| 2016 | 91      |

### Certyfikaty ZPAV
Certyfikaty sprzedaży są wystawiane przez Związek Producentów Audio-Video za osiągnięcie określonej liczby sprzedanych egzemplarzy, obliczanej na podstawie kupionych kopii fizycznych i cyfrowych, a także odtworzeń w serwisach streamingowych.
| Certyfikat      | Liczba egzemplarzy | Data             |        |
| --------------- | ------------------ | ---------------- | ------ |
| złota płyta     | 15 000             | 25 stycznia 2017 | [ 53 ] |
| platynowa płyta | 30 000             | 1 marca 2017     | [ 18 ] |